# Дома 1155 км
Дома 1155 км — населённый пункт в Камбарском районе Удмуртии. Входит в состав Борковского сельского поселения.

## География
Населённый пункт расположен на юго-востоке республики на расстоянии примерно в 22 километрах по прямой к северо-западу от районного центра Камбарки.

## История
Населённый пункт появился при строительстве железной дороги. В селении жили семьи тех, кто обслуживал железнодорожную инфраструктуру.

## Население
| 2010 | 2012 |
| ---- | ---- |
| 7    | ↗12  |

Национальный состав
Согласно результатам переписи 2002 года, русские составляли 84 % из 31 чел..

## Инфраструктура
Путевое хозяйство Ижевского региона Горьковской железной дороги. Действовал остановочный пункт 1155 км.

## Транспорт
Автомобильный и железнодорожный транспорт.